# Venezianische Hafenszene auf Walschulterblatt
Die Venezianische Hafenszene ist ein Ölgemälde, das von unbekannter Hand auf dem linken Schulterblatt eines Grönlandwals angebracht wurde.

## Geschichte
Die ursprüngliche Herkunft dieses Kuriosums, das sich heute im Besitz des Pollinger Heimatmuseums befindet, ist unbekannt. Zeitweise befand sich das bemalte Walschulterblatt im Augustiner-Chorherrenstift Polling, wohin es aus einer privaten Sammlung gelangt sein könnte. 2010 wurde es im Rahmen der Landesausstellung „Bayern – Italien“ in Füssen ausgestellt.
Auch die Datierung des Stückes ist umstritten. In der Kartusche über dem eigentlichen Gemälde ist die Jahreszahl 1606 zu lesen, jedoch wurde das Gemälde wegen des empfindlichen Trägermaterials, von dem die Farbe abplatzte, mehrfach überarbeitet. Bei der letzten Restaurierung kam man zu dem Ergebnis, die Jahreszahl müsse eigentlich 1706 lauten, was aber hinsichtlich des Bildinhalts zu einigen Anachronismen führt.

## Beschreibung

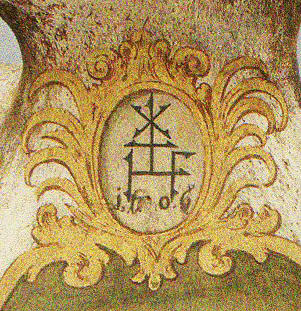
Die umstrittene Jahreszahl

Das Walschulterblatt als Bildträger ist senkrecht gestellt, so dass die Schmalseite nach oben weist. Auf dem oberen Teil des sich verjüngenden Knochens ist eine goldene Kartusche mit Jahreszahl und einem Zeichen zu sehen, das sich innerhalb des Bildes mehrfach wiederholt und stark an die Handelsmarke des Kemptener Salzhändlers und Küfers Hans Funck erinnert. Funck lebte im frühen 17. Jahrhundert, was mit der bisherigen Datierung des Bildes übereinstimmen würde.
Die verschnörkelte goldene Kartuschenumrahmung geht in eine schlichtere Umrahmung des eigentlichen Bildes über, die aus einem Goldstreifen besteht und ihrerseits wiederum durch goldene blütenförmige Elemente umrahmt ist.

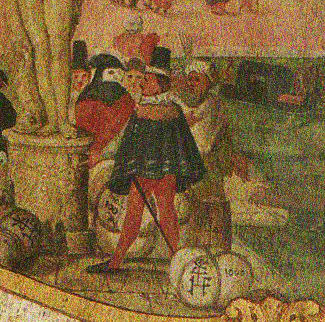
Detail des Bildes

Im Vordergrund des Bildes befindet sich auf der linken Seite eine Art Schiffsanlegestelle, auf der eine etwas überlebensgroße Apollostatue mit Pfeil und Bogen steht, die von mehreren Menschen umgeben ist. Unter diesen ist ein rotbehoster Mann mit Degen, Halskrause, Pelzkragen, schwarzem Umhang und schwarzer Kappe besonders hervorgehoben, der zu Füßen der Statue im Profil von links zu sehen ist. Diese Tracht war im Spanien des frühen 17. Jahrhunderts modern, was ebenfalls für die früher angenommene Datierung auf 1606 spricht. Zu seinen Füßen liegen etliche Warenballen, auf denen sich das Zeichen aus der Kartusche über dem Bild wiederholt und die Zahlen 100 und 1000 zu erkennen sind. Links der Statue, diesem Mann zugewandt und die Füße auf weiteren Warenballen, sitzt eine dunkelhäutige Menschengestalt, weiter hinten befinden sich noch mehrere, teils halb verdeckte Figuren. Eine davon trägt eine weiße Maske.
Auf der rechten Seite im Vordergrund scheint gerade ein Boot angelegt zu haben; ganz rechts ist ein architektonisches Element angeschnitten, das Ähnlichkeit mit einem chinesischen Tempeldach hat, ganz links scheinen Gegenstände von weißer Segelleinwand verdeckt zu werden. Im Mittelgrund, hinter einer schwarzen Gondel, die hier das Wasser befährt, befindet sich eine leicht rosa getönte rechteckige Steinfläche, auf der weitere menschliche Gestalten zu sehen sind; offenbar ein weiterer Teil der Anlegestelle. Dahinter sind auf dem Wasser Segelschiffe verschiedener Größe zu erkennen; die Horizontlinie unter dem wolkigen Himmel liegt auf der Augenhöhe der Apollostatue, so dass man die gemalten Szenen aus einer gewissen Höhe wahrzunehmen scheint.
Obwohl keine reale bekannte Szenerie zu erkennen ist, wird das Gemälde als venezianische Szene gedeutet, weil sowohl die Gondel als auch der angedeutete Pantalone sowie die auf Fernhandel hinweisenden Waren und Schiffe diesem Umfeld zuzurechnen sind. Eventuell wurde es von einem Kaufmann in Auftrag gegeben, der sich in spanischer Tracht darstellen ließ.

## Vergleichbare Kunstwerke
Nicholas B. Redman hat im Rahmen der Forschungen für sein Buch über Walknochenmonumente in Deutschland, Österreich, Tschechien und der Schweiz insgesamt 295 Walknochenmonumente in diesen Ländern nachgewiesen. Im deutschen Sprachraum sind seiner Auffassung nach besonders viele interessante Stücke vorhanden. Neben europaweit üblicher Nutzung von Walknochen für Zäune, Torbogen, Möbel etc. treten laut Redman in Deutschland insbesondere die bemalten Walschulterblätter sowie Wal-Hierozoika auf.
Ein bekanntes bemaltes Walschulterblatt in Deutschland ist neben dem Pollinger Exemplar etwa das bemalte Walschulterblatt aus der Phyletischen Sammlung der Universität Jena. Es trägt ebenfalls im oberen Teil eine Jahreszahl, 1646, darunter eine Art Wappen mit einem Weißstorch oder einem ähnlichen Tier und auf der eigentlichen Bildfläche die Darstellung von Walfangbooten im Einsatz. Am Rand des Walschulterblatts ist die altniederländische Inschrift „door gods zorggende hangt vangtmen de walfisch ande noortkant“ („Durch Gottes sorgende Hand fängt man den Walfisch an der Nordkante“) zu lesen. Auch im Germanischen Nationalmuseum in Nürnberg ist ein bemaltes Walschulterblatt zu sehen und die Universität Erlangen besitzt ebenfalls ein Grönlandwalschulterblatt mit Walfangdarstellungen. Als Wirtshausschild diente ein Walschulterblatt in der Straße
Schulterblatt in Hamburg.

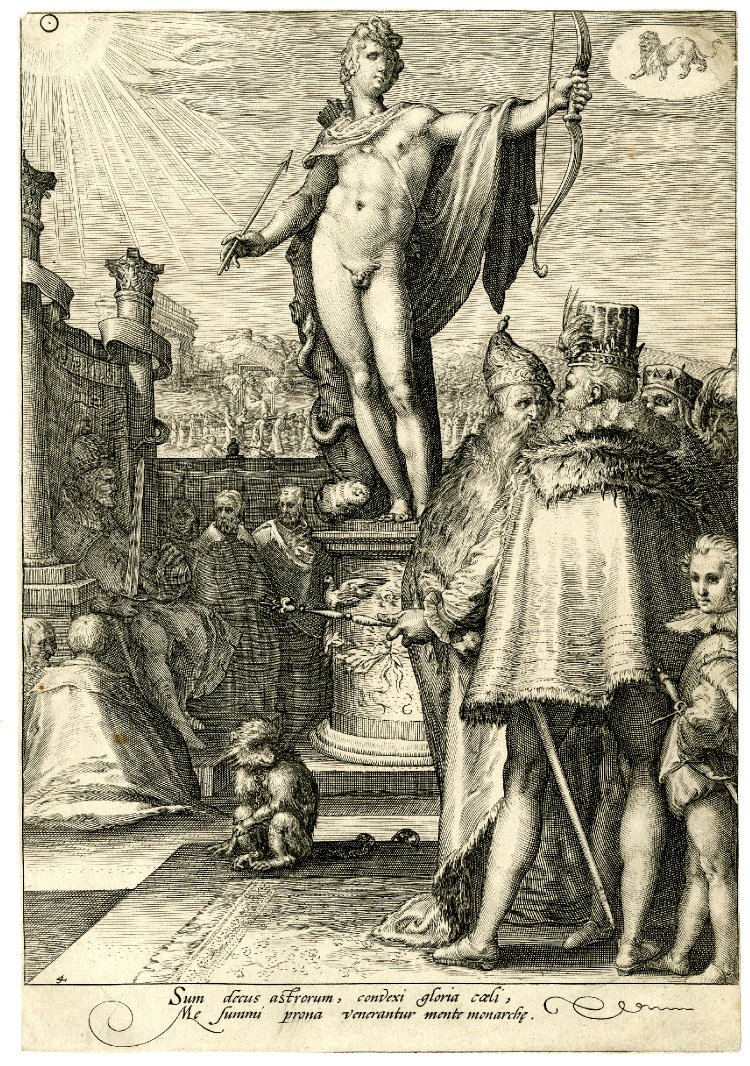
Die Vorlage für die Hauptgruppe?

Während aber beispielsweise die Darstellung des Walfangs auf einem Teil des Beutetiers als Trophäe einen inhaltlichen Zusammenhang zwischen Gegenstand und Material des Kunstwerks erkennen lässt, muss der Künstler des Pollinger Bildes sich an ganz andere Vorgaben gehalten haben: Ein Blatt von Jan Saenredam nach Hendrick Goltzius aus dem Jahr 1596 zeigt frappierenderweise genau die Hauptgruppe der venezianischen Hafenszene: Apollo, eindeutig dem Apollo von Belvedere nachgebildet, steht auf seinem Sockel, ebenso sind der degentragende Pantalone und, in etwas anderer Gestalt und Anordnung, die vielleicht mit ihm disputierenden Gestalten, die auf dem Walschulterblatt zu erkennen sind, vorhanden. Die lässige Körperhaltung des thronenden Königs hat in der venezianischen Szene der dunkelhäutige Sitzende übernommen. Die Umgebung der Szene ist freilich eine andere; einen gewissen Zusammenhang mit Venedig könnte bei Saenredam jedoch der Löwe rechts oben im Bild herstellen, wenn er auch hier aus astronomischen Gründen beigefügt ist.
Jan Saenredam hatte übrigens 1601 oder 1602 einen am 19. Dezember 1601 in Beverwijk gestrandeten Wal – allerdings einen Pottwal, keinen Grönlandwal – besichtigt und skizziert. Der Kupferstich, der auf dieses Ereignis zurückgeht, wurde erst 1618 publiziert. Saenredam starb 1607.

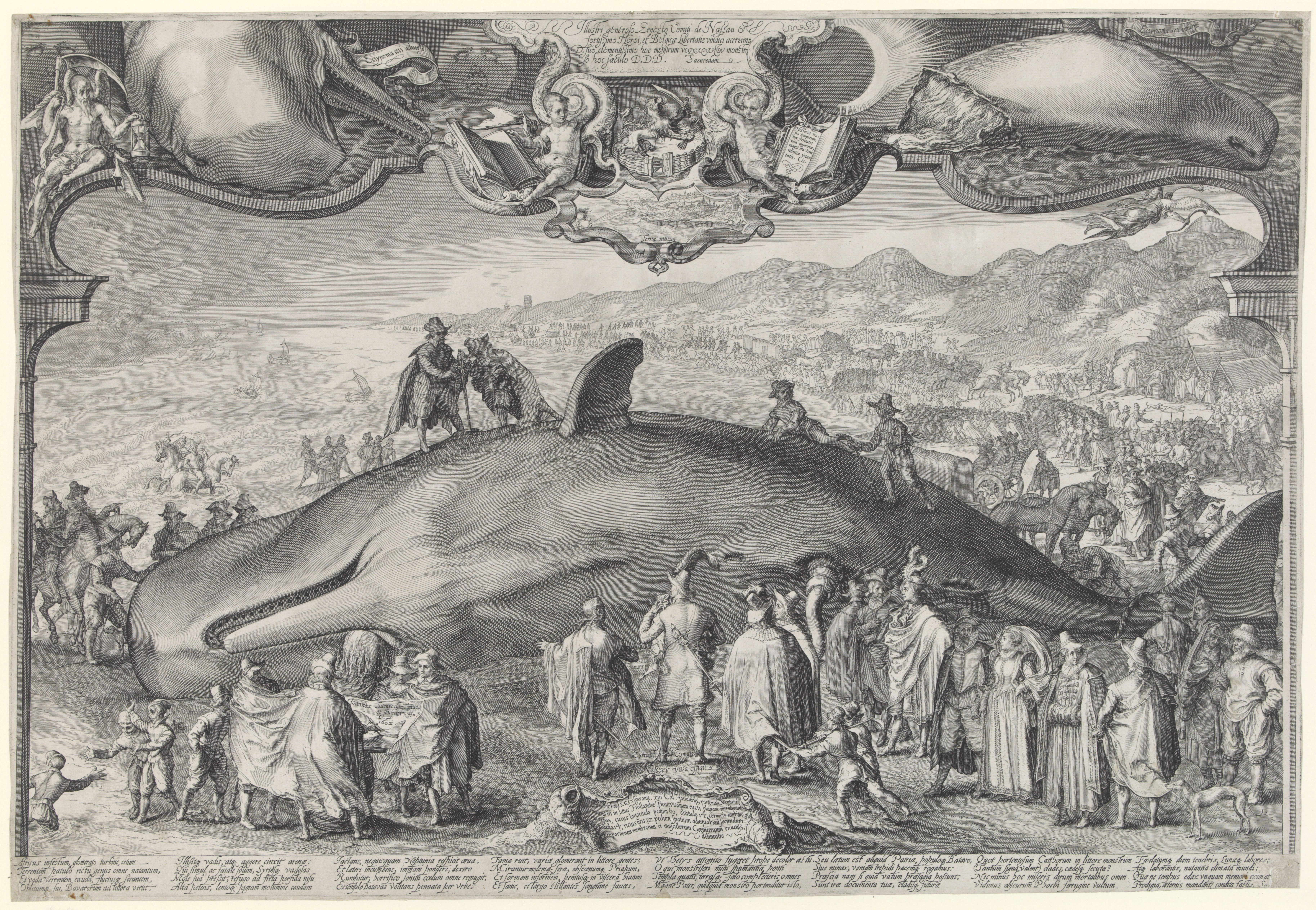
Saenredams Waldarstellung